# Carlo Spatocco
Carlo Spatocco (Chieti, 31 maggio 1883 – Kuźnica Żelichowska, 28 gennaio 1945) è stato un generale italiano, che durante la seconda guerra mondiale fu comandante della 63ª Divisione fanteria "Cirene", e poi del XXI e del IV Corpo d'armata. Preso prigioniero in Albania dopo la proclamazione dell'armistizio dell'8 settembre 1943 fu deportato in Polonia e rinchiuso nell'Offizierlager 64/Z di Schokken. Nel gennaio del 1945 venne evacuato da Shokken insieme a numerosi alti ufficiali italiani in seguito all'avanzata dell'Armata Rossa sulla Vistola, e fu trucidato a Kuźnica Żelichowska il 28 gennaio 1945 da un milite delle SS.

## Biografia
Nacque a Chieti il 31 maggio 1883, figlio di Francesco, si arruolò nel Regio Esercito prendendo parte alla guerra italo-turca con il grado di tenente. Partecipò alla battaglia di Zanzur avvenuta l'8 giugno 1912, venendo decorato con una Medaglia di bronzo al valor militare. Combatte durante la prima guerra mondiale, distinguendosi nell'ottobre 1916 sul Veliki Kribak, venendo nuovamente decorato con Medaglia di bronzo al valor militare. Nel dopoguerra comandò, con il grado di colonnello, il 17º Reggimento fanteria "Acqui".
Promosso generale di brigata il 16 giugno 1936, assunse il comando della Brigata fanteria "Sila". L'anno successivo venne assegnato per breve tempo, come Direttore Amministrativo, presso l'Ufficio del personale del Ministero della guerra a Roma. Promosso generale di divisione il 1 settembre 1937, assunse il comando della 63ª Divisione fanteria "Cirene", di stanza in Africa settentrionale, mantenendolo fino al 19 settembre 1940, sostituito dal generale Alessandro de Guidi, quando assunse per un breve periodo quello dell'XXI Corpo d'armata. Nel 1941 assunse il comando della Piazzaforte di Tripoli, e il 1 luglio dello stesso anno venne promosso generale di corpo d'armata. Il 29 novembre successivo assunse il comando del IV Corpo d'armata di stanza in Albania, succedendo al generale Camillo Mercalli.
Alla data dell'armistizio dell'8 settembre 1943 il corpo d'armata al suo comando, operante in seno alla 9ª Armata del generale Renzo Dalmazzo, era schierato in Albania, con Quartier generale a Durazzo, ed era composto da: divisione fanteria "Perugia" (generale Ernesto Chiminello), divisione fanteria "Parma" (generale Enrico Lugli) e divisione motorizzata "Brennero" (generale Aldo Princivalle) e varie unità minori.
Il 21 settembre fu preso prigioniero dai tedeschi e trasferito dapprima in Germania e poi presso il Campo di concentramento 64Z di Shokken (oggi Skoki) in Polonia. Durante le fasi dell'avanzata dell'Armata Rossa sulla Vistola  all'inizio del 1945 l'Alto Comando della Wehrmacht decise di evacuare i campi di concentramento dai prigionieri di guerra italiani, trasferendoli a tappe forzate a Luckenwalde, una località a sud di Berlino. Stremato da una lunga marcia, fu ucciso da un milite delle SS il 28 gennaio 1945.
Decorato con una Medaglia d'argento al valor militare alla memoria, gli è stata intitolata una via di Chieti.

### Annotazioni
1. ↑  La divisione  "Cirene" era inquadrata nel XXI Corpo d'armata del generale Lorenzo Dalmazzo, operante in seno alla 10ª Armata del generale Mario Berti.
2. ↑  In quel giorno si trovava ad Argirocastro presso il comando della 151ª Divisione fanteria "Perugia" per concordare l'inizio di un'operazione antipartigiana con il comandante della divisione, generale Chiminello. Apprese dell'armistizio dalla radio solo al suo ritorno a Durazzo.
3. ↑  Nello zweiglager (sottocampo) di Altburgund nella XXI Regione militare a fine 1944 risulteranno rinchiusi in tale campo duecentosessantasei militari italiani, di cui centosettantasette generali.
4. ↑  Dopo di lui furono uccisi i generali di brigata Emanuele Balbo Bertone, Alberto Trionfi, Alessandro Vaccaneo, Giuseppe Andreoli e Ugo Ferrero.

### Fonti
1. 1 2  Pettibone 2010, p. 122.
2. ↑  Pettibone 2010, p. 89.
3. ↑  Pettibone 2010, p. 79.
4. ↑  Becherelli, Carteny, Giardini 2013, p. 223.
5. ↑  Becherelli, Carteny, Giardini 2013, p. 224.
6. ↑  Frigerio 2008, p. 288.
7. ↑  Frigerio 2008, p. 246.
8. 1 2  Frigerio 2008, p. 247.
9. ↑  Registrato alla Corte dei Conti il 9 giugno 1946, guerra, registro 8, foglio 228.